# Jedź lub znikaj
Jedź lub znikaj (ang. Ride or Die, znany również jako Hustle and Heat) – amerykański film sensacyjny z 2003 roku napisany przez Duane’a Martina oraz Jaya Wolcotta i wyreżyserowany przez Craiga Rossa Jr. Wyprodukowany przez Destination Films.
Premiera filmu miała miejsce 2 marca 2004 roku w Stanach Zjednoczonych.

## Fabuła
Prywatny detektyw Conrad „Rad” McRae (Duane Martin) przyjaźni się ze wschodzącym gwiazdorem muzyki rap, Benjaminem (Jadakiss). Pewnego dnia kumpel zaprasza go do siebie na kolację. Chce uczcić wydanie nowej płyty. Jednak spotkanie nie dochodzi do skutku. Benjamin zostaje znaleziony martwy. Policja twierdzi, że popełnił samobójstwo. Rad w to nie wierzy.

## Obsada
- Duane Martin jako Conrad „Rad” McRae
- Vivica A. Fox jako Lisa
- Meagan Good jako fałszywa Venus
- Michael Taliferro jako B Free
- Jadakiss jako Benjamin / Killer Ben
- Daniel Dae Kim jako Miyako
- Sticky Fingaz jako Demise
- Miranda Kwok jako Tommy Wong
- Stacey Dash jako prawdziwa Venus
- Gabrielle Union jako zamaskowana kobieta
- Faizon Love jako David Rabinowitz

i inni